# Долно Яболчище
Долно Яболчище (на македонска литературна норма: Долно Јаболчиште) е село в Северна Македония, част от община Чашка.

## География
Селото е разположено в областта Азот на 40 километра от град Велес, по южните склонове на планината Мокра.

## История
В XIX век Долно Яболчище е изцяло арнаутско село във Велешка кааза Османската империя. В „Етнография на вилаетите Адрианопол, Монастир и Салоника“, издадена в Константинопол в 1878 година и отразяваща статистиката на населението от 1873 година, Долно Яболчица (Yaboltchitza Dolno) е посочено като село с 41 домакинства и 334 жители помаци. Според статистиката на Васил Кънчов („Македония. Етнография и статистика“) в края на XIX век Долна Ябълчища има 400 жители, всички арнаути мохамедани.
След Междусъюзническата война в 1913 година селото попада в Сърбия.
През 1922-1923 година в селото е открита поща, която функционира до 6 април 1941 година.
На етническата си карта от 1927 година Леонард Шулце Йена показва Долно Яболчища (Dl.-Jabolčišta) като албанско село.